# IgA

Possibili conformazioni dei diversi tipi di immunoglobuline.

Le immunoglobuline A (IgA) sono un tipo di anticorpi, cioè molecole coinvolte nella risposta immunitaria dell'organismo umano. Sono sintetizzate dai linfociti B, e più precisamente dalle plasmacellule.
Possono essere sintetizzate in forma sia monomerica che dimerica, e svolgono due importantissime funzioni: l'immunità a livello delle mucose e l'immunità neonatale.

## Struttura
Una singola molecola di IgA è composta, come tutte le immunoglobuline, da una coppia di catene pesanti (H) e una di catene leggere (L). Le catene leggere sono uguali in tutte le immunoglobuline, e contengono ognuna due domini Ig, uno variabile (VL) e uno costante (CL); le catene pesanti sono invece di tipo α, peculiari di questo tipo di immunoglobuline, e contengono ognuna un dominio Ig variabile (VH o Vα) e tre domini costanti (CH1/2/3 o Cα1/2/3).

Struttura di un anticorpo IgA monomerico: in verde le catene leggere; in blu le catene pesanti.

 Le catene α, inoltre, possono essere prodotte in due diversi sottotipi, α1 ed α2: pertanto si distinguono due possibili sottoclassi, le IgA1 e le IgA2, con struttura e funzioni analoghe.
Le IgA possono anche essere prodotte in forma dimerica, ed è questa la forma con cui si presentano più frequentemente: in questo caso, due monomeri IgA vengono collegati da ponti disolfuro che si formano a livello delle sequenze di coda, ossia delle estremità C-terminali delle catene α. Inoltre, per stabilizzare ulteriormente il complesso, ad esso viene addizionato un polipeptide di 15 kD che prende il nome di catena J (da joining, "collegare").

## Funzioni

### Immunità a livello delle mucose
Le IgA sono prodotte soprattutto a livello del tessuto linfoide associato alle mucose (MALT) del tratto digerente e respiratorio, e in misura minore anche nella bile, nella saliva e nel latte materno. La loro produzione da parte delle plasmacellule è stimolata da citochine quali il TGF-β, prodotto da cellule sia dell'immunità innata che di quella specifica, e l'IL-5, prodotta da linfociti T helper del sottotipo TH2.

Immunoglobulina A in forma dimerica: notare la componente secretoria in giallo.

Il ruolo delle IgA a livello delle mucose è importantissimo se si pensa che la maggior parte dei microbi penetra nell'organismo proprio attraverso gli unici due apparati che mettono in comunicazione l'interno con l'esterno, e cioè il digerente ed il respiratorio. Le IgA che vengono immagazzinate nelle secrezioni mucose che ricoprono questi due apparati sono prodotte in forma dimerica, mentre quelle presenti nel siero sono in forma monomerica; tuttavia, poiché il passaggio attraverso l'epitelio è molto efficiente, le IgA assorbite dal circolo sanguigno sono molto poche e infatti rappresentano soltanto il 25% delle immunoglobuline sieriche totali.
Le cellule che producono le IgA si trovano nella tonaca mucosa, proprio al di sotto dell'epitelio. Una volta secrete nell'ambiente extracellulare, le IgA dimeriche si legano ad uno speciale recettore per la loro porzione Fc presente sulla superficie interna delle cellule epiteliali, chiamato recettore poli-Ig (perché presenta nella sua struttura cinque domini Ig). Questo recettore legato alla IgA viene quindi internalizzato per endocitosi nella cellula epiteliale della mucosa, e viaggia in una vescicola endocitotica fino al versante luminale della cellula: a questo punto, la vescicola si fonde con la membrana plasmatica e la porzione del recettore poli-Ig contenente i cinque domini Ig viene clivata e secreta nel lume assieme alla IgA, prendendo così il nome di "componente secretoria".
Il recettore poli-Ig anche chiamato frammento SC (componente secretoria) ha anche un ruolo nella secrezione luminale delle IgM, sebbene più marginale. Le IgA secrete nel lume vanno a mischiarsi nel muco prodotto dalle cellule epiteliali e costituiscono una prima barriera difensiva contro i microbi, ai quali si vanno a legare non appena entrano a contatto con la parete del lume digerente o respiratorio.

### Immunità neonatale
Le IgA sono molto importanti anche per la trasmissione di una prima forma di difesa dalla madre al lattante, che nei primi sei mesi di vita è incapace di produrre anticorpi suoi. Nel latte materno sono perciò presenti grandi quantità di IgA e di IgG, che vengono ingerite dal neonato e vanno a sterilizzarne l'apparato digerente proteggendolo dalle intrusioni di eventuali microbi; le IgG, inoltre, vengono anche assorbite nel circolo neonatale.